# Huub Rothengatter
Huub Rothengatter (Bussum, 8 de octubre de 1954) es un expiloto neerlandés de automovilismo. Participó en un total de 30 Grandes Premios de Fórmula 1. sin anotar puntos con las escuderías Spirit, Osella y Zakspeed  Luego de ser el amplio dominador de las fórmulas de su país y alemana, Hubb llegó a Fórmula 1 teniendo que desembolsar en sus 3 años en la categoría cerca de 25 millones de dólares, pero con el material poco competitivo con el que contó, no anotó punto alguno.
Después de su paso por Fórmula 1 Hubb participó en algunas clases de turismos como DTM, al finalizar su carrera como piloto, fue el representante del piloto de su misma nacionalidad, Jos Verstappen.

## Resultados

### Fórmula 1
(Clave) (negrita indica pole position) (cursiva indica vuelta rápida)

| Año     | Equipo               | 1   | 2   | 3       | 4       | 5       | 6      | 7       | 8       | 9       | 10      | 11      | 12      | 13      | 14      | 15      | 16      | Pos. | Puntos |
| ------- | -------------------- | --- | --- | ------- | ------- | ------- | ------ | ------- | ------- | ------- | ------- | ------- | ------- | ------- | ------- | ------- | ------- | ---- | ------ |
| 1984    | Spirit Racing        | BRA | RSA | BEL     | SMR     | FRA     | MON    | CAN NC  | USE DNQ | USA Ret | GBR NC  | GER 9   | AUT NC  | NED Ret | ITA 8   | EUR     | POR DNP | NC   | 0      |
| 1985    | Osella Squadra Corse | BRA | POR | SMR     | MON     | CAN     | USE    | FRA     | GBR     | GER Ret | AUT 9   | NED NC  | ITA Ret | BEL NC  | EUR DNQ | RSA Ret | AUS 7   | NC   | 0      |
| 1986    | West Zakspeed Racing | BRA | ESP | SMR Ret | MON DNQ | BEL Ret | CAN 12 | USE DNS | FRA Ret | GBR Ret | GER Ret | HUN Ret | AUT 8   | ITA Ret | POR Ret | MEX DNS | AUS Ret | NC   | 0      |
| Fuente: |                      |     |     |         |         |         |        |         |         |         |         |         |         |         |         |         |         |      |        |